# Poligon strâmb

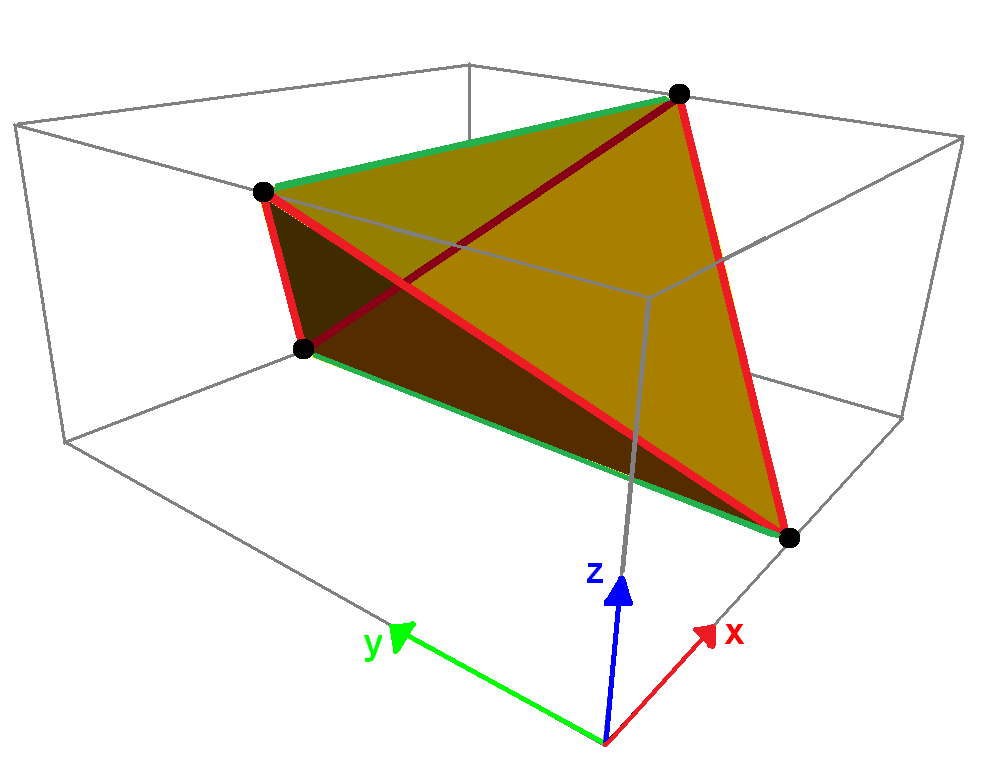
Laturile (roșii) ale unui bisfenoid tetragonal formează un patrulater strâmb regulat în zigzag

În geometrie, un poligon strâmb este un poligon ale cărui vârfuri nu sunt toate coplanare. Poligoanele strâmbe trebuie să aibă cel puțin patru vârfuri. Aria unui astfel de poligon nu este definită în mod unic.
Poligoanele strâmbe infinite (apeirogoanele strâmbe) au vârfuri care nu sunt toate coliniare.
Un poligon strâmb în zigzag sau poligon antiprismatic are vârfuri care alternează pe două plane paralele, motiv pentru care trebuie să aibă un număr par de laturi.
Poligoanele strâmbe regulate din spațiul tridimensional (și apeirogoanele strâmbe regulate din spațiul bidimensional) sunt întotdeauna de tip în zigzag.

## Poligon strâmb antiprismatic în spațiul tridimensional

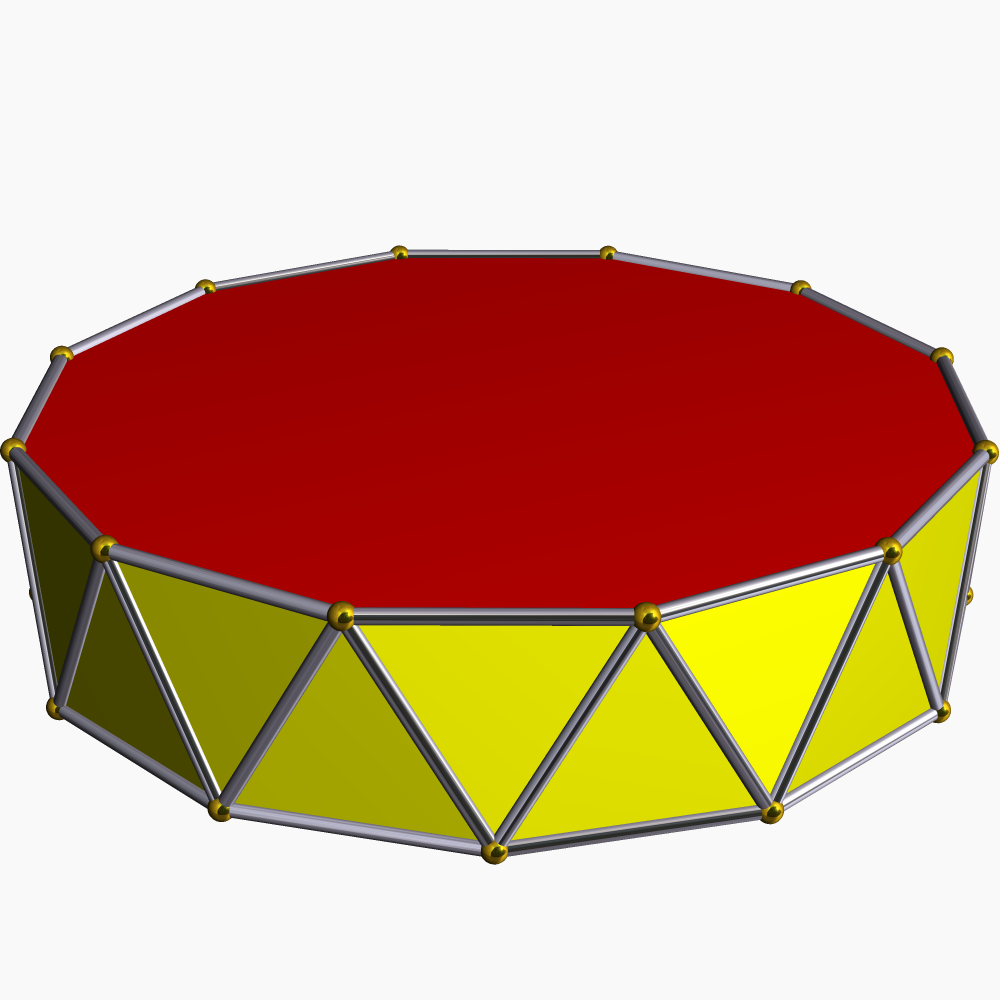
O antiprismă n-gonală are un poligon strâmb regulat cu 2n-laturi pe fețele sale laterale

Un Poligon strâmb regulat este o figură izogonală cu laturi de lungime egală. În spațiul tridimensional un poligon strâmb regulat este un poligon strâmb în zigzag (sau poligon antiprismatic), cu vârfurile alternând între două plane paralele. Laturile laterale ale unei n-antiprisme pot defini un 2n-gon strâmb regulat.
Un n-gon strâmb regulat are simbolul Schläfli {p}#{ } ca un amestec al unui poligon regulat {p} și un segment ortogonal { }. Operația de simetrie între vârfuri secvențiale este o reflexie translată.
Exemplele de mai jos sunt pe antiprisme. Antiprismele stelate generează și ele poligoane strâmbe regulate cu ordine de conexiune diferită a poligoanelor de sus și de jos. Poligoanele de sus și de jos sunt colorate pentru claritate structurală și nu fac parte din poligoanele strâmbe.

| Pătrat strâmb | Hexagon strâmb | Octogon strâmb | Decagon strâmb | Decagon strâmb | Decagon strâmb | Dodecagon strâmb |
| {2}#{ }       | {3}#{ }        | {4}#{ }        | {5}#{ }        | {5/2}#{ }      | {5/3}#{ }      | {6}#{ }          |
|               |                |                |                |                |                |                  |
| s{2,4}        | s{2,6}         | s{2,8}         | s{2,10}        | sr{2,5/2}      | s{2,10/3}      | s{2,12}          |

Similar, un compus regulat de 2n-goane strâmbe poate fi construit adăugând un al doilea poligon strâmb după o rotație. Acesta are în comun aceleași vârfuri ca și un compus prismatic de antiprisme.
| Pătrate strâmbe | Pătrate strâmbe | Hexagoane strâmbe | Decagoane strâmbe |
| Două {2}#{ }    | Trei {2}#{ }    | Două {3}#{ }      | Două {5/3}#{ }    |
|                 |                 |                   |                   |

Poligoanele Petrie sunt poligoane strâmbe regulate definite în poliedre și politopuri regulate. De exemplu, cele cinci poliedre platonice au poligoane strâmbe regulate cu 4, 6 și 10 laturi, așa cum se vede în aceste proiecții ortogonale-uri cu margini roșii în jurul acoperirilor lor proiective. Tetraedrul și octaedrul includ toate vârfurile în poligoanele lor strâmbe în zigzag și pot fi văzute ca o antiprismă digonală, respectiv o antiprismă triunghiulară.

## Poligon strâmb regulat ca figura vârfului unui poliedru strâmb regulat
Un poliedru strâmb regulat⁠(d) are fețe poligonale regulate și figura vârfului un poligon strâmb regulat.
Trei poliedre strâmbe regulate infinite pot umple spațiul tridimensional. Altele există în spațiul cvadridimensional, unele în cadrul 4-politopurilor uniforme.
| {4,6\|4}        | {6,4\|4}                      | {6,6\|3}                       |
| --------------- | ----------------------------- | ------------------------------ |
| Hexagon {3}#{ } | Pătrat strâmb regulat {2}#{ } | Hexagon strâmb regulat {3}#{ } |

## Poligoane strâmbe izogonale în spațiul tridimensional
Un poligon strâmb izogonal este un poligon strâmb care are un singur tip de vârf, conectat prin două tipuri de laturi. Poligoanele strâmbe izogonale cu laturi de lungime egală pot fi considerate și ele ca fiind cvasiregulate. Este similar cu un poligon strâmb în zigzag, existent pe două plane, cu excepția faptului că permite unei laturi să treacă în planul opus, iar cealaltă latură să rămână în planul curent.
Poligoanele strâmbe izogonale pot fi definite pe prisme n-gonale cu n par, urmând alternativ o latură a unui poligon lateral și alternând între poligoane. De exemplu, pe vârfurile unui cub. Vârfurile alternează între pătratele de sus și de jos cu laturi roșii între fețe și laturi albastre de-a lungul fiecărei fețe.
| Octogon              | Octogon | Octogon     | Dodecagon         | Dodecagon         | Dodecagon         | Icosikaitetragon |
| -------------------- | ------- | ----------- | ----------------- | ----------------- | ----------------- | ---------------- |
| Cub, pătrat-diagonal | Cub     | Cub răsucit | Prismă hexagonală | Prismă hexagonală | Prismă hexagonală | Prismă răsucită  |

## Poligoane strâmbe regulate în spațiul cvadridimensional
În spațiul cvadridimensional  un poligon strâmb regulat poate avea vârfuri pe un tor Clifford⁠(d) și asociat printr-o deplasare Clifford. Spre deosebire de poligoanele strâmbe în zigzag, poligoanele strâmbe sub rotații duble pot avea un număr impar de laturi.
Poligoanele Petrie ale 4-politopurilor regulate sunt poligoane strâmbe regulate în zigzag. Numărul Coxeter al fiecărui grup de simetrie Coxeter indică câte laturi are poligonul Petrie. Acesta este de 5 laturi pentru un 5-celule, 8 laturi pentru un tesseract sau un 16-celule, 12 laturi pentru un 24-celule și 30 de laturi pentru un 120-celule sau un 600-celule.
Atunci când sunt proiectate ortogonal pe planul Coxeter, aceste poligoane strâmbe regulate apar în plan ca poligoane regulate.
| A4, [3,3,3]      | B4, [4,3,3]       | B4, [4,3,3]       | F4, [3,4,3]       | H4, [5,3,3]        | H4, [5,3,3]        |
| Pentagon         | Octogon           | Octogon           | Dodecagon         | Triacontagon       | Triacontagon       |
| ---------------- | ----------------- | ----------------- | ----------------- | ------------------ | ------------------ |
| 5-celule {3,3,3} | tesseract {4,3,3} | 16-celule {3,3,4} | 24-celule {3,4,3} | 120-celule {5,3,3} | 600-celule {3,3,5} |

n-n duoprismele și duopiramidele duale au, de asemenea, poligoane Petrie 2n-gonale. (Tesseractul este o duoprismă 4-4, iar 16-celule este o duopiramidă 4-4.)
| Hexagon       | Hexagon         | Decagon       | Decagon         | Dodecagon     | Dodecagon       |
| ------------- | --------------- | ------------- | --------------- | ------------- | --------------- |
| 3-3 duoprismă | 3-3 duopiramidă | 5-5 duoprismă | 5-5 duopiramidă | 6-6 duoprismă | 6-6 duopiramidă |